# لويس برايتهاوبت
لويس برايتهاوبت هو سياسي كندي، ولد في 8 نوفمبر 1827، وتوفي في 3 يوليو 1880.